# Jules Pappaert
Jules Pappaert (Ukkel, 5 november 1905 – Edingen, 30 december 1945) was een Belgisch voetballer. Pappaert speelde met Union Saint-Gilloise twaalf seizoenen in eerste klasse. Naar hem werd de Trofee Jules Pappaert genoemd.

## Biografie
Pappaert was in de jaren '30 kapitein van Union, waarmee hij in 1933, 1934 en 1935 kampioen landskampioen werd. In die periode bleef Union 60 wedstrijden op rij ongeslagen in eerste klasse, wat nog steeds een record is. Sinds 1953 wordt er jaarlijks een beker uitgereikt aan de ploeg die in eerste, tweede of derde klasse het langst ongeslagen kan blijven: de Pappaertbeker. In totaal speelde hij 214 wedstrijden in de Eerste Klasse en scoorde 22 doelpunten.
In 1928-1930 speelde hij twee seizoenen bij Daring CB, waar zijn broer Joseph één wedstrijd voor speelde in 1928. Jules keerde terug naar Union SG en speelde er tot 1938 alvorens naar Enghien Sport te transfereren. In 1941-1942 werd hij een jaar uitgeleend aan Fléron FC.
Pappaert speelde ook vier wedstrijden voor de Rode Duivels. Zijn eerste interland speelde hij op 11 december 1932 tegen Oostenrijk (1-6-verlies). Pappaert werd in 1934 geselecteerd voor het WK in Italië, maar daar kwam hij niet in actie.
Pappaert overleed in 1945 op 40-jarige leeftijd na een hartaanval.